# Strobilanthes lanceifolius
Strobilanthes lanceifolius är en akantusväxtart som beskrevs av T. Anders.. Strobilanthes lanceifolius ingår i släktet Strobilanthes och familjen akantusväxter. Inga underarter finns listade i Catalogue of Life.